# Valentin Debise
Valentin Debise (Albi, 1992. február 12. –) francia motorversenyző.

## Karrierje
Valentin Debise 1992 februárjában született Albiban, Franciaországban és 2005-ben kezdett el motor versenyezni hazai bajnokságban. Debise a 2009-es MotoGP-szezon harmadik futamán, Spanyolországban mutatkozhatott be. 17 évével ő volt a mezőny egyik legfiatalabb tagja. Ennek ellenére már a második versenyén, a francia nagydíjon pontszerzőként, a tizenharmadik helyen ért célba. Később még hét alkalommal tudott pontszerző helyen célba érni. 2010-ben a negyedliteres géposztály helyébe a Moto2 lépett, a változással pedig nem tudott megbirkózni, ugyanis sem 2010-ben, sem egy évvel később nem szerzett egyetlen pontot sem.
2012-ben a Supersport-világbajnokságba szerződött. Első évében két futamon összesen tíz pontot szerzett. Egy évvel később két versenyhétvégén vett részt, azonban vasárnap egyik alkalommal sem tudott vasárnap elindulni, Olaszországban sérülés miatt, az orosz futamot pedig a rossz időjárás miatt törölték. 2014-ben két tizennegyedik helyezést, ezzel pedig négy pontot tudott felmutatni.
2015-től kezdve leginkább a francia nemzeti Superbike-bajnokságban állt rajthoz több kategóriában is. 2020-ban debütált a Superbike-világbajnokságon (WSBK) az Outdo Kawasaki Team Pedercini csapatnál egy Kawasaki ZX-10R-el, Sandro Cortese helyettesként. 2021-ben visszatért a Supersport-világbajnokság mezőnyébe is a GMT94 Yamaha színeiben vagy hettes-, vagy pedig szabad kártyásként. Egy idénnyel később visszahívták honfitársa, Jules Cluzel pótlására. 2022 októberében bejelentésre került, hogy 2023-ra teljes idényes szerződést kapott.

## Eredményei

### Karrier összefoglaló
| Év      | Bajnokság                       | Géposztály     | Motor    | Helyezés |
| ------- | ------------------------------- | -------------- | -------- | -------- |
| 2004    | Spanyol Superbike-bajnokság     | 70 cm3         |          |          |
| 2005    | Spanyol Superbike-bajnokság     | 80 cm3         |          |          |
| 2006    | Francia Superbike-bajnokság     | 125 cm3        |          |          |
| 2007    | Francia Superbike-bajnokság     | 125 cm3        |          |          |
| 2008    | Francia Superbike-bajnokság     | 125 cm3        |          |          |
| 2009    | MotoGP-világbajnokság           | 125 cm3        | Honda    | 21.      |
| 2010    | MotoGP-világbajnokság           | Moto2          | ADV      | HN       |
| 2011    | MotoGP-világbajnokság           | Moto2          | FTR      | HN       |
| 2012    | Supersport-világbajnokság       | Supersport     | Honda    | 28.      |
| 2012    | Francia Endurance-bajnokság     | Stocksport     |          | 2.       |
| 2013    | Supersport-világbajnokság       | Supersport     | Honda    | HN       |
| 2014    | Supersport-világbajnokság       | Supersport     | Honda    | 28.      |
| 2014    | Francia Superbike-bajnokság     | Supersport 600 |          | 7.       |
| 2015    | Francia Superbike-bajnokság     | Supersport 600 |          | 6.       |
| 2016    | MotoAmercia Superbike-bajnokság | Supersport     | Suzuki   | 3.       |
| 2020    | Francia Superbike-bajnokság     | Superbike      | Kawasaki | 3.       |
| 2020    | Superbike-világbajnokság        | Superbike      | Kawasaki | 27.      |
| 2021    | Francia Superbike-bajnokság     | Superbike      | Kawasaki | 3.       |
| 2021    | Francia Superbike-bajnokság     | Supersport 600 | Kawasaki | 1.       |
| 2021    | Supersport-világbajnokság       | Supersport     | Yamaha   | 20.      |
| 2022    | Francia Superbike-bajnokság     | Superbike      | Yamaha   | 2.       |
| 2022    | Francia Superbike-bajnokság     | Supersport 600 | Yamaha   | 1.       |
| 2022    | Supersport-világbajnokság       | Supersport     | Yamaha   | 17.      |
| 2023    | Supersport-világbajnokság       | Supersport     | Yamaha   | 5.       |
| 2024    | Supersport-világbajnokság       | Supersport     | Yamaha   | 4.       |
| Forrás: |                                 |                |          |          |

* A szezon jelenleg is zajlik.
‡ Mivel szabadkártyás volt, ezért nem részesült bajnoki pontokban.

### Teljes MotoGP-eredménylistája
(Táblázat értelmezése)

(Félkövér: pole-pozícióból indult; dőlt: leggyorsabb kört futott) 

| Év   | Géposztály | Csapat | 1      | 2      | 3      | 4      | 5      | 6      | 7      | 8      | 9      | 10     | 11     | 12     | 13     | 14     | 15     | 16     | 17     | Helyezés | Pont |
| ---- | ---------- | ------ | ------ | ------ | ------ | ------ | ------ | ------ | ------ | ------ | ------ | ------ | ------ | ------ | ------ | ------ | ------ | ------ | ------ | -------- | ---- |
| 2009 | 250 cm³    | Honda  | QAT    | JPN    | SPA 20 | FRA 13 | ITA 19 | CAT 17 | NED 14 | GER 20 | GBR 19 | CZE 15 | IND 13 | RSM 14 | POR 13 | AUS 19 | MAL 13 | VAL 15 |        | 21.      | 18   |
| 2010 | Moto2      | ADV    | QAT 24 | SPA 31 | FRA 22 | ITA 23 | GBR 26 | NED 30 | CAT 20 | GER 16 | CZE 32 | IND 18 | RSM 22 | ARA 27 | JPN 26 | MAL 20 | AUS 28 | POR Ki | VAL Ki | HN       | 0    |
| 2011 | Moto2      | FTR    | QAT 23 | SPA 30 | POR Ki | FRA 28 | CAT 20 | GBR 22 | NED Ki | ITA 18 | GER Ki | CZE 21 | IND 30 | RSM 25 | ARA 29 | JPN 21 | AUS Ki | MAL Ki | VAL Ki | HN       | 0    |

### Teljes Supersport-világbajnokság eredménylistája
(Táblázat értelmezése)

(Félkövér: pole-pozícióból indult; dőlt: leggyorsabb kört futott) 

| Év   | Motor | 1   | 2   | 3   | 4   | 5   | 6   | 7   | 8   | 9   | 10  | 11  | 12  | 13  | Helyezés | Pont |
| 2012 | Honda | AUS | ITA | NED | ITA | GBR | SMR | SPA | CZE | GBR | RUS | GER | POR | FRA | 28.      | 10   |
| ---- | ----- | --- | --- | --- | --- | --- | --- | --- | --- | --- | --- | --- | --- | --- | -------- | ---- |
| 2012 | Honda |     |     | Ki  | 23  | 8   | Ki  | Ki  | 14  | Ki  | 18  |     | 18  | Ki  | 28.      | 10   |
| 2013 | Honda | PHI | ARA | ASS | MNZ | DON | POR | IMO | MOS | SIL | NÜR | IST | MAG | JER | Hn       | 10   |
| 2013 | Honda |     |     |     |     |     |     | Ni  | T   |     |     |     |     |     | Hn       | 10   |
| 2014 | Honda | PHI | ARA | ASS | IMO | DON | SEP | MIS | POR | JER | MAG | LOS |     |     | 28.      | 4    |
| 2014 | Honda |     |     |     |     |     |     | 16  | 14  | 14  | 17  | Ki  |     |     | 28.      | 4    |

| Év   | Motor  | 1   | 1   | 2   | 2   | 3   | 3   | 4   | 4   | 5   | 5   | 6   | 6   | 7   | 7   | 8   | 8   | 9   | 9   | 10  | 10  | 11  | 11  | 12  | 12  | Helyezés | Pont |
| Év   | Motor  | R1  | R1  | R1  | R2  | R1  | R2  | R1  | R2  | R1  | R2  | R1  | R2  | R1  | R2  | R1  | R2  | R1  | R2  | R1  | R2  | R1  | R2  | R1  | R2  | Helyezés | Pont |
| 2021 | Yamaha | ESP | ESP | POR | POR | ITA | ITA | NED | NED | CZE | CZE | ESP | ESP | FRA | FRA | ESP | ESP | ESP | ESP | POR | POR | ARG | ARG | IDN | IDN | 20.      | 29   |
| ---- | ------ | --- | --- | --- | --- | --- | --- | --- | --- | --- | --- | --- | --- | --- | --- | --- | --- | --- | --- | --- | --- | --- | --- | --- | --- | -------- | ---- |
| 2021 | Yamaha |     |     |     |     |     |     |     |     | Ki  | 7   |     |     | Ki  | Ni  |     |     |     |     |     |     | 6   | 6   | Ni  | Ni  | 20.      | 29   |
| 2022 | Yamaha | ESP | ESP | NED | NED | POR | POR | ITA | ITA | GBR | GBR | CZE | CZE | FRA | FRA | ESP | ESP | POR | POR | ARG | ARG | IDN | IDN | AUS | AUS | 17.      | 43   |
| 2022 | Yamaha |     |     |     |     |     |     |     |     |     |     | 4   | 8   | 7   | 4   |     |     |     |     |     |     |     |     |     |     | 17.      | 43   |
| 2023 | Yamaha | PHI | PHI | MAN | MAN | ASS | ASS | BAR | BAR | MIS | MIS | DON | DON | IMO | IMO | MOS | MOS | MAG | MAG | ARA | ARA | POR | POR | JER | JER | 5.       | 181  |
| 2023 | Yamaha | 13  | 8   | 6   | Ki  | 4   | 6   | 8   | 4   |     |     | 10  | 7   | Ki  | 7   | 11  | 12  | 3   | 2   | 10  | 7   | 5   | Ki  | 5   | 6   | 5.       | 181  |
| 2024 | Yamaha | PHI | PHI | BAR | BAR | ASS | ASS | MIS | MIS | DON | DON | MOS | MOS | POR | POR | MAG | MAG | CRE | CRE | ARA | ARA | POR | POR | JER | JER | 4.       | 238  |
| 2024 | Yamaha | Ki  | 5   | 5   | 5   | 3   | 18  | 4   | 3   | 5   | 8   | 2   | 4   | 6   | 3   | 10  | Ki  | 21  | 5   | 3   | 4   | Ki  | 3   | Ki  | 2   | 4.       | 238  |

### Teljes Superbike-világbajnokság eredménylistája
|  |  |  |  |  |  |  |  |  |  |  |  |  |  |  | 20 | 14 | Ki | 14 | 16 | 17 |  |  |  |